# Aberdeen (Sudafrica)
Aberdeen è una cittadina sudafricana situata nella municipalità distrettuale di Sarah Baartman nella provincia del Capo Orientale.